# Nanda Gond
Der Nanda Gond ist ein 6315 Meter hoher Berg im Himalaya im indischen Bundesstaat Uttarakhand.
Der Berg befindet sich im Distrikt Pithoragarh an der Grenze zur Volksrepublik China.
In seiner Nachbarschaft befinden sich die Gipfel Ikualari (6059 m), Nanda Pal (6306 m) und Nital Thaur (6236 m).
Westlich des Nanda Gond erstreckt sich der Milamgletscher. Jenseits des Gletschers erheben sich die Siebentausender-Gipfel Tirsuli und Hardeol. Der Unta Dhura-Pass befindet sich nordöstlich des Nanda Gond. Der höchste Gipfel der Region, der Nanda Devi, befindet sich 25 km südwestlich vom Nanda Gond.